# 4343 Tetsuya
4343 Tetsuya (1988 AC) là một tiểu hành tinh vành đai chính được phát hiện ngày 10 tháng 1 năm 1988 bởi Seiji Ueda và Hiroshi Kaneda ở Kushiro. Tiểu hành tinh đặt tên theo Tetsuya Fujii.